# USS Valley Forge (1946)
USS Valley Forge (CV-45) was een vliegdekschip van de Amerikaanse zeemacht uit de Essexklasse. Het was een van de "verlengde" Essexen uit de Ticonderoga-subklasse. Het werd gebouwd aan de Philadelphia Navy Yard, tewatergelaten in november 1945 en kwam in dienst in november 1946.
Het schip is genoemd naar de plaats waar George Washington zijn kamp opsloeg in de winter van 1777-1778 tijdens de Amerikaanse Onafhankelijkheidsoorlog.
USS Valley Forge werd ingedeeld bij de Pacific Fleet. Het schip maakte in 1948 een reis rond de wereld.
Het vliegdekschip werd ingezet tijdens de Koreaanse oorlog (1950-1953, met aan boord onder meer  Vought F4U Corsairs, Douglas AD Skyraiders en Grumman F9F Panthers. Tijdens dat conflict werd Valley Forge in 1952 ingedeeld als een "aanvalsschip" met aanduiding CVA-45.
Na de Koreaanse Oorlog werd het schip aan de Atlantische vloot toegevoegd en omgebouwd voor anti-onderzeeëroorlogvoering, en omgedoopt tot CVS-45. 
Valley Forge werd in 1960 gebruikt in het Amerikaanse Mercuryprogramma. Nadien werd het omgebouwd tot een helikopterschip (landing platform helicopter LPH-8) en opnieuw ingedeeld bij de Pacific Fleet. Tijdens de Vietnamoorlog bracht Valley Forge mariniers naar Vietnam, en haar helikopters voerden talrijke ondersteuningsvluchten uit. 
Het schip werd uit dienst genomen in januari 1970 en het volgende jaar gesloopt.